# نونو ميغيل مونتيرو روشا
نونو ميغيل مونتيرو روشا (بالبرتغالية: Nuno Rocha‏) (مواليد 25 مارس 1992 in برايا) هو لاعب كرة قدم من الرأس الأخضر يلعب حاليًا لصالح نادي أونيفرسيتاتيا كرايوفا.

## مسيرته الكروية
لعب نونو ميغيل مونتيرو روشا خلال مسيرته الاحترافية مع 4 أندية في تسعة مواسم وسجل خلالها 31 هدفًا ضمن 236 مباراة. حيث فاز في موسم واحد بالكأس ولم يفز بأي دوري.
خاض نونو ميغيل مونتيرو روشا مسيرته مع C.S. Marítimo B ‏ في موسم 2011–12 واستمر معه طيلة ثلاثة مواسم، مشاركًا في 86 مباراة سجل خلالها 7 أهداف. ثم انتقل إلى نادي ماريتيمو في موسم 2013–14 لمدة موسم واحد، حيث شارك في 15 مباراة سجل خلالها هدفًا واحدًا. لينتقل بعدها إلى نادي يونيفيرسيتاتيا كرايوفا في موسم 2014–15 في المرة الأولى واستمر معه طيلة ثلاثة مواسم ثم في موسم 2018–19 لمدة موسم واحد، مشاركًا طوالها في 108 مباراة سجل خلالها 23 هدفًا. ثم انتقل إلى نادي توسنو في موسم 2017–18 لمدة موسم واحد، مشاركًا في 27 مباراة ولم يسجل أي هدف.

## روابط خارجية
- نونو ميغيل مونتيرو روشا على موقع قاعدة بيانات كرة القدم.إي يو (الإنجليزية)
- نونو ميغيل مونتيرو روشا على موقع ناشيونال فوتبول تيمز (الإنجليزية)
- نونو ميغيل مونتيرو روشا على موقع Soccerway.com (الإنجليزية)
- نونو ميغيل مونتيرو روشا على موقع AS.com (الإسبانية)

- صفحة اللاعب على Zerozero
- صفحة اللاعب على ForaDeJogo
- صفحة اللاعب على موقع الدوري البرتغالي (بالبرتغالية)
- صفحة اللاعب على سوكرواي